# Dillon Hill
Der Dillon Hill ist ein 125 m hoher, mit Tussock bewachsener Hügel auf der Insel Heard im Archipel der Heard und McDonaldinseln im südlichen Indischen Ozean. Er ragt etwa 2 km nordwestlich des Kap Labuan auf.
Australische Wissenschaftler errichteten hier im März 1980 eine Station für satellitengestützte Positionsbestimmungen mittels Doppler-Effekt. Der Namensgeber des Hügels ist nicht überliefert.